# Sinar Mulyo (Simpang)
Sinar Mulyo is een bestuurslaag in het regentschap Ogan Komering Ulu Selatan van de provincie Zuid-Sumatra, Indonesië. Sinar Mulyo telt 1435 inwoners (volkstelling 2010).